# Neozeloboria proximus
Neozeloboria proximus är en stekelart som beskrevs av Turner. Neozeloboria proximus ingår i släktet Neozeloboria och familjen pansarsteklar. Inga underarter finns listade i Catalogue of Life.